# Greatest Hits 2 (Chamillionaire)
Greatest Hits 2 è una compilation del rapper Chamillionaire, pubblicato il 6 settembre 2005.

## Tracce
1. Chamillionaire Speaks
2. Adrenaline Rush (feat. DJ Whoo Kid)
3. Hoggin Da Game
4. I Mean That There
5. Im Da King (feat. T.I.)
6. Message to the Streets
7. H-Town Dreams
8. Mobbed Up Style
9. Roc for Life
10. Roll with Me (feat. Balance & Stat Quo)
11. Sittin' Back
12. Stackin Paper
13. The Mule
14. Where I'm From
15. Who They Want
16. Outro